# Poliranje
Poliranje je postupak strojne obrade skidanjem čestica, koji se koristi za poboljšanje izgleda obratka, za uklanjanje oksidacije, za stvaranje reflektirajuće površine, za smanjenje trenja na stjenkama cijevi, u medicini za sprječavanje onečišćenja instrumenata. U metalografiji i metalurgiji, poliranje se koristi za stvaranje ravne površine bez grešaka (defekata) za ispitivanje mikrostrukture metala pod mikroskopom. Poliranje je dorada zaglađivanja površine obratka pomoću abraziva i alata lamelnog koluta. To je široko rasprostranjen postupak obrade površine. Najčešće se koristi nakon brušenja. Fino brušenje može postići stupanj hrapavosti površine do N3, dok se kod poliranja može dostići stupanj hrapavosti površine N1. Poliranje se izvodi radi odstranjivanja ogrebotina zaostalih nakon brušenja.
Sam postupak poliranja se sastoji u trenju između obratka, alata za poliranje relativno velike brzine i paste za poliranje (abraziva). Trenjem se lokalno zagrijava metalni obradak koji se polira, te dolazi do topljenja mikro izbočina i popunjavanja mikro udubljenja, dok se ne dobije glatka površina. Zato se postupak poliranja mora izvoditi u raznim smjerovima.
Abrazivi su izrazito sitna zrnca koja se mogu nalaziti u pasti za poliranje, tekućini, raspršivaču (engl. spray) ili prijanjalu (engl. stick). Kako su zrnca oštrice koje skidaju strugotinu s obratka i nisu vezani za alat ili stroj, već se nalaze u pasti ili tekućini, postupak se naziva obrada odvajanjem čestica slobodnom oštricom.
Postoji nekoliko načina izvođenja obrade poliranjem, od ručnog s krpama za poliranje, ručnog električnom prijenosnom polirkom s kolutom, ručnog na stacionarnoj polirki s kolutovima za poliranje, potpuno automatiziranog poliranja na alatnom stroju polirki, brojčano upravljanim CNC (engl. Computer Numerical Control) polirkama, te robotima za poliranje.
Alati kod poliranja su najčešće mekani kolutovi. Materijal kolutova i abraziv se određuju prema materijalu koji se polira. Materijali kolutova za poliranje su drvo, koža, platno, pamuk, tkanina, plastika, papir, impregnirana guma, vuna. Najčešće se koriste platneni, pamučni ili vuneni kolutovi.

## Abrazivi
Abrazivi su sitne šiljate čestice koje grebu obradak i ostavljaju sitne rezove nevidljive oku. Dolaze najčešće u rasponu granula od 40 (od 420 do 660 μm), 60, 80, 100, 120, 150, 180, 220, 240, 280, 320, 360, 400, 500 i 600 (od 15 do 35 μm).
Mješavina abraziva od aluminijevog oksida se koristi kod metala visoke vlačne čvrstoće (ugljični i legirani čelici, legure obojenih metala). Mješavina abraziva od silicijevog karbida se koriste kod lako lomljivih metala (sivi lijev). Mješavina abraziva od cement-karbida se koristi kod metala niske vlačne čvrstoće (mjed, aluminij, bakar). Sama tehnika poliranja se izvodi odabranim kolutom i abrazivom koji je u nekoj pasti ili emulziji, te je nanesen na
obradak. Količina paste za poliranje se određuje zasebno za svaki slučaj. Obradak rotira određenom brzinom i obavlja poliranje u različitim smjerovima, kako bi se izbjeglo stvaranje sitnih zasjeka. Time se postiže visoki sjaj površine.
Broj okretaja polirke se daje približno, te za polirni kolut ovisi o njegovom promjeru. Za promjer od 150 mm – 3 500 o/min, za promjer od 100 mm – 6 000 o/min, za promjer od 50 mm – 12 000 o/min i za promjer od 25 mm – 15 000 o/min. Preciznije podatke je potrebno preuzeti u uputama za alat od proizvođača.